# Conflicto ruso-checheno
El conflicto ruso-checheno (Чеченский конфликт en ruso) (Нохчийн дов en checheno) fue un conflicto, a menudo armado, que perdura desde hace siglos entre el Gobierno de Rusia (el ex Imperio ruso y la ex Unión Soviética) y varios nacionalistas de Chechenia y fuerzas islamistas. Las hostilidades formales se remontan a 1785, aunque las causas del conflicto se remontan a tiempos mucho más lejanos.
El Imperio ruso inicialmente tuvo poco interés en el Cáucaso Norte salvo como vía de comunicación con su aliado Georgia y sus enemigos, los imperios persa y otomano, pero las tensiones crecientes provocadas por las actividades rusas en la región dieron lugar a un levantamiento de los chechenos contra la presencia rusa en 1785, seguido por nuevos enfrentamientos y el estallido de la guerra del Cáucaso en 1817. Rusia sólo tuvo éxito en la represión de los rebeldes chechenos en 1862.
Durante la Guerra Civil Rusa, los chechenos y otros pueblos caucásicos vivieron en la independencia algunos años, antes de ser sovietizados en 1921. Durante la Segunda Guerra Mundial, los chechenos vieron la invasión alemana como una oportunidad para rebelarse contra el régimen soviético. En respuesta, fueron masivamente deportados a Asia Central, donde se vieron obligados a permanecer hasta 1957.
El más reciente conflicto entre chechenos y el gobierno de la Federación Rusa tuvo lugar en la década de 1990. Tras la desintegración de la Unión Soviética, los separatistas chechenos declararon su independencia en 1991. A finales de 1994 estalló la Primera Guerra Chechena y después de dos años de lucha las fuerzas rusas se retiraron de la región. En 1999, los combates se reiniciaron y concluyó al año siguiente con las fuerzas de seguridad rusas estableciendo el control sobre Chechenia.
En la actualidad su objetivo es crear una nación llamada Emirato del Cáucaso, cuya capital sea Grozni. El régimen sería el Estado islámico y prevalecería la ley sharía. 
- Comprendería las regiones de:
  - República de Daguestán
  - República de Ingusetia
  - República de Kabardia-Balkaria
  - República de Karacháyevo-Cherkesia
  - República de Osetia del Norte-Alania
  - Krai de Stávropol
  - República de Chechenia
  - Krai de Krasnodar
  - República de Adigueya
- Mediante la siguiente organización territorial:
  - Vilayato de Noxçiyçö (Chechenia)
  - Vilayato de Ġalġayçö (Ingusetia y Osetia del Norte - Alania)
  - Vilayato del Daguestán
  - Vilayato de Kabardá, Balkar (Kabardino-Balkaria) y Karacháevo (la mayor parte de Karacháevo-Cherkesia)
  - Vilayato de la Estepa de Nogái (áreas habitadas por el pueblo nogayo en el krai de Stávropol)

Su rama militar es el Frente Caucásico, considerada por Estados Unidos, Rusia, Unión Europea, Comunidad de Estados Independientes, etcétera, como grupo terrorista. Se presupone que el Frente Caucásico cuenta con el apoyo (financiación, entrenamiento, etcétera) de Al Qaeda o diferentes organizaciones ideológicamente emparentadas.

## Orígenes
El Cáucaso Norte, una región montañosa en la que se incluye Chechenia, se extiende o se encuentra cerca de importantes rutas comerciales y de comunicación entre Rusia y Oriente Medio, cuyo control ha sido disputado por varias potencias durante milenios. La entrada de Rusia en la región tuvo lugar tras la conquista del zar Iván el Terrible de los kanatos de Kazán y Astracán de la Horda de Oro en 1556, iniciando una larga lucha por el control de las rutas del norte del Cáucaso con otras potencias contemporáneas incluyendo Persia, el Imperio Otomano y el kanato de Crimea.
Las divisiones internas impidieron a Rusia proyectar efectivamente su poder en la región hasta el siglo XVIII. Sin embargo, los aliados cosacos de Rusia comenzaron a establecerse en las tierras bajas del norte del Cáucaso tras las conquistas de Iván, provocando tensiones y enfrentamientos ocasionales con los chechenos, que en este momento se vieron, cada vez más, avocados a establecerse ellos también en las tierras bajas, debido a los cambios climáticos adversos en sus bastiones tradicionales de montaña.
En 1774, el Imperio ruso obtuvo el control de Osetia, y por tanto también del estratégico Paso de Darial, arrebatándoselo a los otomanos. Unos años más tarde, en 1783, Rusia firmó el Tratado de Gueórguiyevsk con Georgia, haciendo de ésta —un enclave cristiano rodeado de hostilidad musulmana— un protectorado ruso. Para el cumplimiento de sus obligaciones en virtud del tratado, Catalina la Grande, emperatriz de Rusia, comenzó la construcción de la carretera militar georgiana a través del desfiladero de Darial, junto con una serie de fuertes militares para proteger la ruta. Estas actividades, sin embargo, contrariaron a los chechenos, que vieron las fortalezas tanto como una intrusión en los territorios tradicionales de los montañeros, como una potencial amenaza.

## Conflicto checheno con el Imperio ruso

### Levantamiento del jeque Mansur y secuelas (1785-1794)

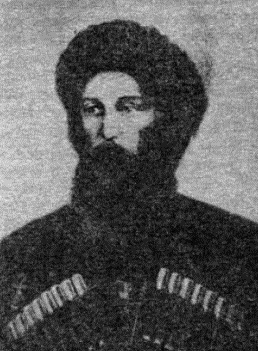
El jeque Mansur.

Alrededor de este tiempo, el jeque Mansur, un imán checheno, comenzó a predicar una versión purificada del Islam y la llamada a los diversos pueblos de las montañas del Cáucaso Norte a unirse bajo la bandera del Islam con el fin de protegerse de nuevas invasiones extranjeras. Sus actividades fueron vistas por los rusos como una amenaza a sus intereses en la región y en 1785 se envió una misión para capturarlo. Ésta fue un fracaso; quemaron su pueblo natal desocupado, pero el equipo fue emboscado por hombres de Mansur en su viaje de regreso y aniquilado, comenzando así la primera guerra de Chechenia y Rusia que duró varios años. Mansur empleo tácticas de guerrilla, que los rusos combatieron con otras incursiones punitivas contra pueblos chechenos, hasta la captura de Mansur en 1791. Este murió en cautiverio en 1794.
En 1801, Rusia se anexionó formalmente Georgia, profundizando el compromiso de Rusia con la región. En los años siguientes, un número creciente de ataques a pequeña escala y emboscadas por combatientes chechenos contra las fuerzas rusas en movimiento a través del Cáucaso llevó a los rusos a montar dos expediciones militares sustanciales en territorio checheno. Ambas fueron derrotadas y los líderes rusos comenzaron a considerar medidas más drásticas. Sin embargo, estas fueron pospuestas en 1812 debido a la invasión de Napoleón a Rusia.

### Guerras del Cáucaso y de Crimea (1817-1864)
Después de la victoria de Rusia sobre las fuerzas francesas de Napoleón en la guerra de 1812, el zar Alejandro I volvió su atención, una vez más, al Cáucaso Norte, encomendando a uno de sus generales más célebres, Alekséi Yermólov,  pacificar la región. En 1817, las fuerzas rusas bajo el mando de Yermólov se embarcaron en la conquista del Cáucaso. Las brutales tácticas de Yermólov, que incluyeron la guerra económica, castigos colectivos y expulsiones, tuvieron éxito, pero se han descrito como contraproducentes ya que pusieron fin a la influencia rusa en la sociedad y la cultura chechena y provocaron una feroz enemistad con los chechenos que persiste hasta nuestros días. Yermólov fue relevado del mando en 1827.
Un punto de inflexión en el conflicto ocurrió en 1828, cuando surgió el movimiento muridista. Fue dirigido por un ávaro, el imán Shamil. En 1834 unió a las naciones del Cáucaso Norte bajo el islam y declaró la "guerra santa" a Rusia. En 1845 las fuerzas de Shamil rodearon y mataron a miles de soldados y varios generales en Dargo, obligando al ejército ruso a retirarse.
Durante la guerra de Crimea de 1853-1856, los chechenos apoyaron al Imperio Otomano contra Rusia. Sin embargo, los conflictos tribales internos debilitaron a Shamil y fue capturado en 1859. La guerra terminó oficialmente en 1862, cuando Rusia prometió autonomía para Chechenia y otros grupos étnicos del Cáucaso. Sin embargo, Chechenia y la región circundante, incluyendo el norte de Daguestán, se incorporaron a Rusia bajo el óblast del Térek.

## Guerra civil rusa y Unión Soviética
Después de la Revolución Rusa, los habitantes de las montañas del Cáucaso Norte llegaron a establecer la República de las Montañas del Cáucaso Septentrional. Existió hasta 1921, cuando se vieron obligados a aceptar el régimen soviético. Iósif Stalin mantuvo personalmente las negociaciones con los líderes caucásicos en 1921 y prometió una amplia autonomía dentro del Estado soviético. La República Autónoma Socialista Soviética de la Montaña fue creada ese año, pero solo duró hasta 1924, cuando fue abolida y se crearon seis pequeñas repúblicas. La República Autónoma Socialista Soviética de Chechenia e Ingusetia fue establecida en 1934. Los enfrentamientos entre los chechenos y el gobierno soviético surgieron a finales de la década de 1920, durante la colectivización y comenzaron a suavizarse a mediados de la década de 1930, después de que los líderes locales fuesen detenidos o asesinados.

### Segunda Guerra Mundial
La Alemania nazi invadió la Unión Soviética en junio de 1941. Según fuentes soviéticas, los chechenos se unieron a la Wehrmacht, aunque esta afirmación es discutida, ya que existen pocas evidencias. Hacia enero de 1943 comenzó la retirada alemana, mientras que el gobierno soviético comenzó a discutir la deportación de chechenos e ingusetios lejos del Cáucaso Norte. En febrero de 1944, bajo el mando directo de Lavrenti Beria, casi medio millón de chechenos e ingusetios, en una operación denominada Operación Chechevitsa (o Lenteja, Operation Lentil (Caucasus)), fueron sacados de sus casas y establecidos por la fuerza en Asia Central, en campos de trabajos forzados en Kazajistán y Kirguistán. Tras la muerte de Stalin en 1953, Nikita Jruschov llegó al poder y en 1957, los chechenos recibieron permiso para regresar a sus hogares restableciendo la República Autónoma Socialista Soviética de Chechenia-Ingusetia.

## Época postsoviética

### Guerras chechenas
En 1991 Chechenia declaró su independencia como República Chechena de Ichkeria. Según algunas fuentes, de 1991 a 1994, decenas de miles de personas de origen étnico no checheno (en su mayoría rusos, ucranianos y armenios) dejaron la República en medio de denuncias de violencia y discriminación contra la población no chechena. Otras fuentes no identifican el desplazamiento como un factor significativo en los acontecimientos de la época, sino que se centran en el deterioro de la situación interna en Chechenia, la política agresiva del presidente checheno, Dzhojar Dudáyev, y las ambiciones políticas nacionales del presidente ruso Borís Yeltsin. Las fuerzas militares rusas invadieron Grozni en 1994, pero, después de dos años de intensos combates, las tropas rusas se retiraron de Chechenia con el Acuerdos de Jasaviurt. Chechenia conservó su independencia de facto hasta el estallido de la segunda guerra en 1999.

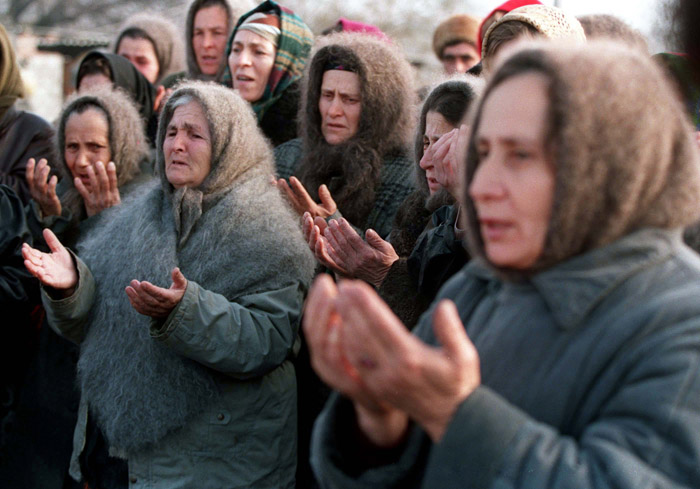
Mujeres chechenas rezan para que las tropas rusas no entren en Grozni (diciembre de 1994).

En 1999, las fuerzas gubernamentales rusas invadieron nuevamente Chechenia, en respuesta a la invasión de Daguestán por las fuerzas islámicas chechenas. A principios de 2000, Rusia destruyó casi por completo la ciudad de Grozni y logró poner a Chechenia bajo control directo de Moscú. Según Norman Naimark, "hay serios indicios de que el gobierno ruso desarrolló planes para deportar a los chechenos de nuevo, a mediados de la década de 1990, si hubieran perdido la guerra".

### Insurgencia actual en Chechenia o Frente Caucásico
Desde el final de la segunda guerra de Chechenia en mayo de 2000, ha continuado una insurgencia de bajo nivel, especialmente en Chechenia, Ingusetia y Daguestán. Las fuerzas de seguridad rusas lograron capturar a algunos de sus líderes, como Shamil Basáyev, quien fue asesinado el 10 de julio de 2006. Desde la muerte de Basáyev, Dokú Umárov ha tomado el liderazgo de las fuerzas rebeldes en el Cáucaso Norte.
Los islamistas radicales de Chechenia y otras repúblicas del Cáucaso Norte han sido considerados responsables de una serie de ataques terroristas en toda Rusia, en particular los bombardeos en los apartamentos rusos en 1999, la crisis de los rehenes del teatro de Moscú en 2002, la masacre de la escuela de Beslán en 2004, los atentados del metro de Moscú en 2010 y el atentado del Aeropuerto Internacional de Domodédovo en 2011.